# ساندرا سميث (دراجة)
ساندرا سميث (بالإنجليزية: Sandra Smith)‏ هي دراجة أسترالية، ولدت في 23 مايو 1968 في ميريدين في أستراليا.